# ۷۷۵ (قمری)
۷۷۵ (قمری)، هفتصد و هفتاد و پنجمین سال در گاه‌شماری هجری قمری است. اول محرم این سال برابر با اول ژوئیه سال ۱۳۷۳ میلادی است.

## رویدادها
- آغاز خیزش میر عمادالدین در هزارجریب علیه «امیر ولی» به روایت تاریخ «سید عبدالمجید میقانی»[۱]

## بن‌مایه
1. ↑  سادات هزار جریب سلسله‌ای شیعی در شرق مازندران صفحۀ ۰۹/ نویسنده:عمادی حائری،سید محمد / نشریه:آینه میراث ضمیمه شماره ۱۸ (نشانی اینترنتی)